# Джадавпурский университет
Джадавпурский университет (англ. Jadavpur University, бенг. যাদবপুর বিশ্ববিদ্যালয়, хинди यादवपुर विश्वविद्यालय) или JU — государственный университет в Калькутте, один из крупнейших научно-исследовательских и образовательных центров Индии. Создан в 1955 году на базе Бенгальского технического института, который, в свою очередь, был основан в 1906 году. Основной кампус университета расположен в Джадавпуре, в 12,6 км от центра Калькутты. Второй, новый кампус расположен в Бидхан-Нагаре, в 8,8 км от центра города. В составе университета имеются 3 факультета. Количество студентов и аспирантов составляет более 9000 человек.

## Известные выпускники и преподаватели
- Шри Ауробиндо
- Рабиндранат Тагор
- Ананда Кумарасвами
- Джулиус Липнер